# Exostoma stuarti
Exostoma stuarti és una espècie de peix de la família dels sisòrids i de l'ordre dels siluriformes. És un peix d'aigua dolça i de clima tropical. Es troba a Myanmar. Els mascles poden assolir 5,6 cm de longitud total.